# La Chapelle-Engerbold
La Chapelle-Engerbold è un ex comune francese di 115 abitanti situato nel dipartimento del Calvados nella regione della Normandia. Dal 1º gennaio 2017 è stato accorpato ai comuni di Condé-sur-Noireau, Lénault, Proussy, Saint-Germain-du-Crioult e Saint-Pierre-la-Vieille per formare il comune di Noues de Sienne, del quale costituisce comune delegato.

## Società

### Evoluzione demografica
Abitanti censiti